# Diocesi di Oderzo
La diocesi di Oderzo (in latino Dioecesis Opitergina) è una sede soppressa e sede titolare della Chiesa cattolica.

## Storia
Il suo territorio ricalcava i confini amministrativi del municipium romano dell'antica Opitergium, ovvero la fascia di pianura compresa tra l'antico corso del fiume Piave a ovest e quello del Livenza a est, delimitata a nord, dal Cansiglio fino alle coste del mar Adriatico a sud, che un tempo erano arretrate di qualche chilometro rispetto ad oggi.
La diocesi è menzionata per la prima volta nel VI secolo. Tradizionalmente vengono attribuiti a questa sede tre santi vescovi, vissuti tra VI e VII secolo: Floriano, Tiziano e Magno. Tuttavia unico vescovo storicamente documentato è Marciano. Questi, che fu un vescovo tricapitolino, partecipò al sinodo di Grado del 579. Nella sacrestia della cattedrale di Sant'Eufemia a Grado è sepolto un vescovo di nome Marciano, ma senza l'indicazione della sede; secondo l'epigrafe, questo Marciano, che alcuni autori ipotizzano sia il vescovo di Oderzo, sarebbe stato consacrato nel 549 e sarebbe morto nel 593.
Tra il V e il VII secolo, con le invasioni barbariche, Oderzo fu più volte saccheggiata ed in seguito si trovò pienamente coinvolta nella guerra tra Bizantini e Longobardi, che portò al saccheggio della città operato nel 636 dal re longobardo Rotari. Secondo la Cronaca di Andrea Dandolo, il vescovo Magno, con il clero e i fedeli, fuggì trasferendo la sede vescovile ad Eraclea, centro della Laguna di Venezia sotto l'influenza e la protezione bizantina. Oderzo fu definitivamente distrutta e rasa al suolo da Grimoaldo nel 669. Secondo Giovanni Diacono, il trasferimento della sede a Eraclea fu confermato da papa Severino nel 640.
Le spoglie del suo predecessore san Tiziano nel frattempo erano state trasferite a Ceneda, già emergente capoluogo di un ducato longobardo, in occasione di un leggendario episodio secondo il quale le spoglie del santo, poste su una barca sul fiume Livenza, avrebbero raggiunto Ceneda risalendo miracolosamente la corrente.
Verso la fine del VII secolo o all'inizio del secolo successivo proprio a Ceneda fu istituita una nuova diocesi, l'odierna diocesi di Vittorio Veneto, che ereditò la gran parte del territorio diocesano di Oderzo, quello sulla terraferma, mentre la fascia costiera e la zona lagunare rimanevano alla diocesi di Eraclea.
A Oderzo, per tradizione, è riservata la prima uscita di ogni nuovo vescovo vittoriese.
Negli anni trenta papa Pio XI elevò il parroco di Oderzo al titolo di "abate mitrato", concedendogli dignità quasi vescovile. Il primo a fregiarsi di questo titolo fu il decano don Domenico Visentin.
Nel 1968 papa Paolo VI istituì il titolo di Oderzo, assegnandolo a Livio Maritano, vescovo ausiliare di Torino. La sede è vacante dal 13 luglio 2025.

## Cronotassi

### Vescovi
- Epodio ? † (menzionato nel 419)[5]
- Marciano † (menzionato nel 579)[6]
- San Floriano † (? - circa 610 dimesso)
- San Tiziano † (? - 16 gennaio 632 ? deceduto)
- San Magno † (632 - circa 635[7] trasferì la sede episcopale a Eraclea)

### Vescovi titolari
- Livio Maritano † (19 ottobre 1968 - 30 giugno 1979 nominato vescovo di Acqui)
- Benedict Charles Franzetta † (26 luglio 1980 - 26 settembre 2006 deceduto)
- Raffaele Farina, S.D.B. (15 novembre 2006 - 24 novembre 2007 nominato cardinale diacono di San Giovanni della Pigna)
- Alberto Bottari de Castello † (8 dicembre 2007 - 13 luglio 2025 deceduto)